# Mühlbachtal von Bergen-Enkheim
Das Mühlbachtal ist mit 3,28 Hektar das kleinste Naturschutzgebiet in Frankfurt am Main. Es liegt im östlichen Stadtteil Bergen-Enkheim am Südhang des Berger Rückens.
In dem seit 1986 als Naturschutzgebiet ausgewiesenen Mühlbachtal findet sich der Riesen-Schachtelhalm (Equisetum telmateia), Relikt eines früheren Bachauenwaldes. Es handelt sich um das im ganzen Rhein-Main-Gebiet einzige Vorkommen. Die Botanik des Mühlbachtals ist darüber hinaus charakterisiert durch Feuchtwiesen, Streuobstwiesen und Halbtrockenrasen.

## Mühlbach und Enkheimer Mühle
Der namengebende Enkheimer Mühlbach ist mit rund 180 Metern Länge einer der kürzesten Bachläufe Frankfurts und heute ein nur noch zeitweise Wasser führender Graben. Der Mühlbach grub ein fünf bis acht Meter tiefes Tal in den Südhang des Berger Rückens, der hier besonders steil ist. Der Bach wurde in früheren Zeiten gespeist von den örtlichen Quellen Schelmenborn, Röhrborn, Hessenborn und Jakobsbrunnen, sowie ab 1850 vom dafür umgeleiteten Pfingstborn. Das über Rohre dem Bach zugeleitete Wasser der Quellen wurde zu einem Mühlenteich aufgestaut, um die aus dem 18. Jahrhundert stammende Enkheimer Mühle, eine Wassermühle anzutreiben. Nach dem Passieren der Mühle floss der Mühlbach ins südwestlich davon gelegene Seckbacher Ried ab, ein Altarm des Flusses Main im Stadtteil Frankfurt-Seckbach. Der Betrieb der Mühle wurde im Jahr 1890 eingestellt, der Mühlenteich zugeschüttet.
Heute liegt die gefasste Quelle des Enkheimer Mühlbachs unterhalb des Heinrich-Bingemer-Wegs in Bergen-Enkheim (138 m ü. NN) im Naturschutzgebiet Mühlbachtal. Der Bach wird nach einer steilen Gefällestrecke in Bergen-Enkheim bei ca. 115 m ü. NN in die örtliche Kanalisation geleitet. Eine Renaturierung des Gewässers und erneute Einleitung ins Seckbacher Ried sind geplant, um dessen Wasserhaushalt zu verbessern.
Sowohl der Enkheimer Mühlbach (Station 14) als auch die Enkheimer Mühle (Station 15) sind Stationen des Quellenwanderwegs im Frankfurter Grüngürtel.

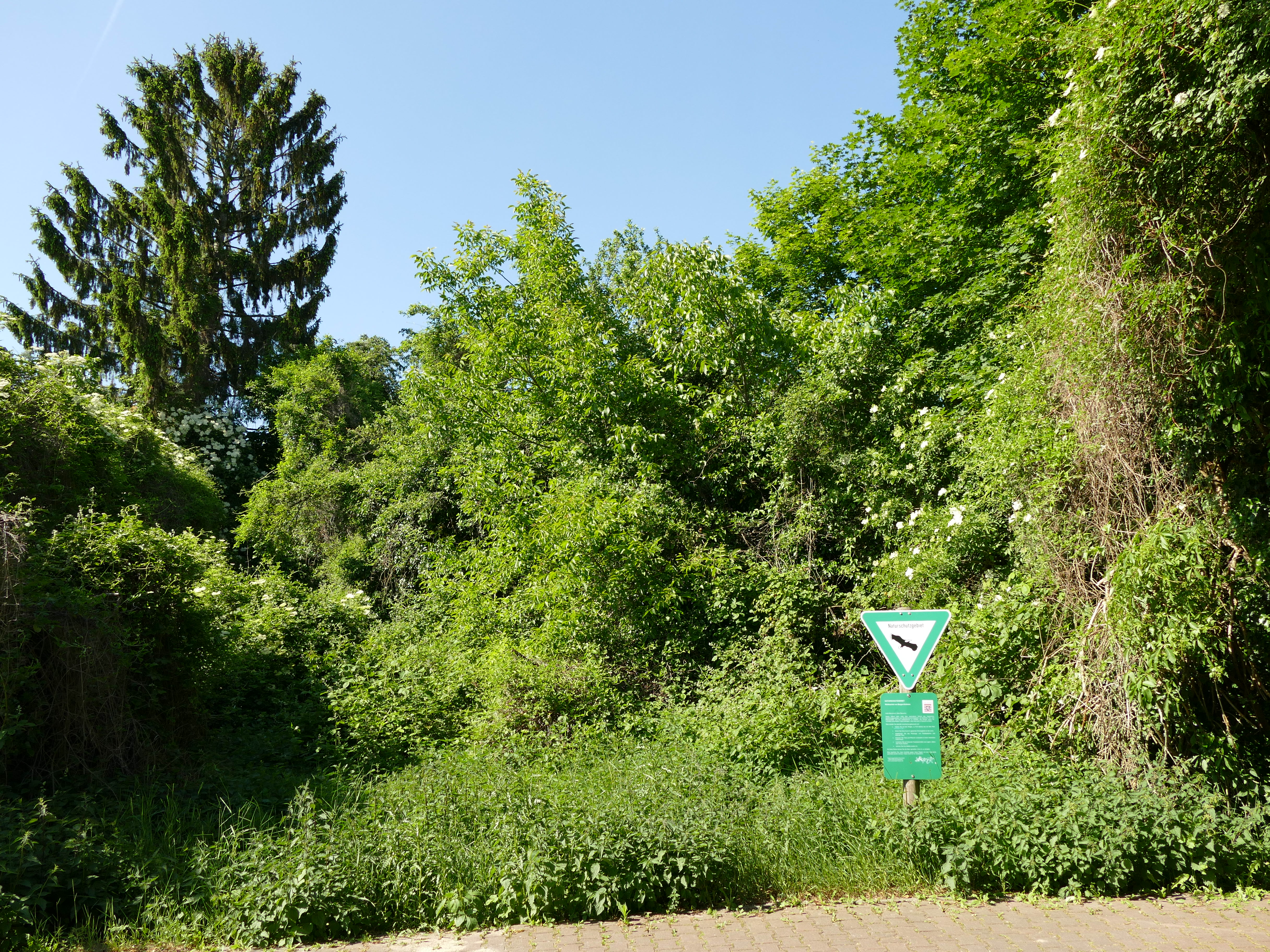
Mühlbachtal von Bergen-Enkheim Nordteil
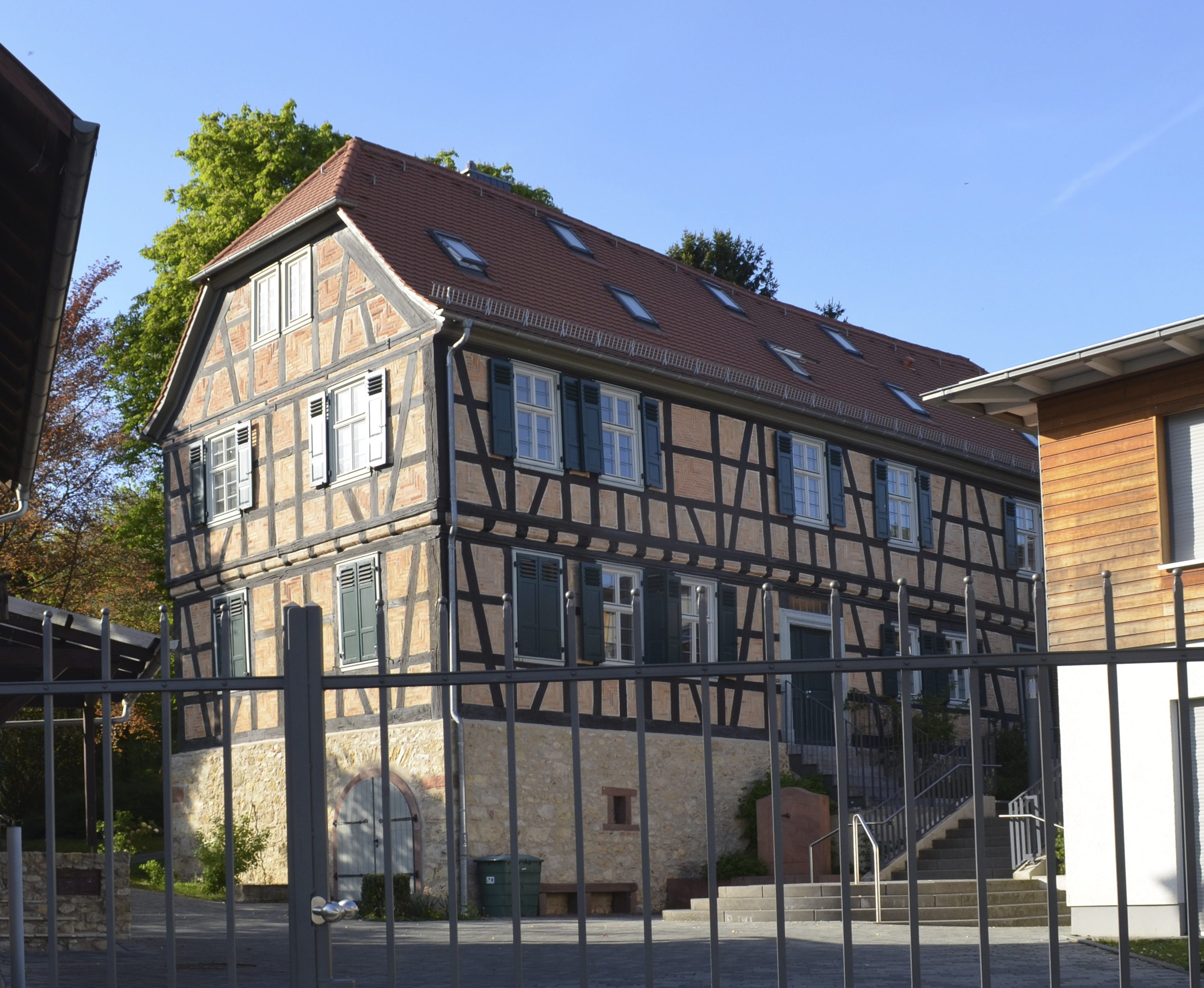
Fachwerkhaus Alt-Enkheim 9, historische Wassermühle von 1728 (Siedlung außerhalb des Naturschutzgebiets)
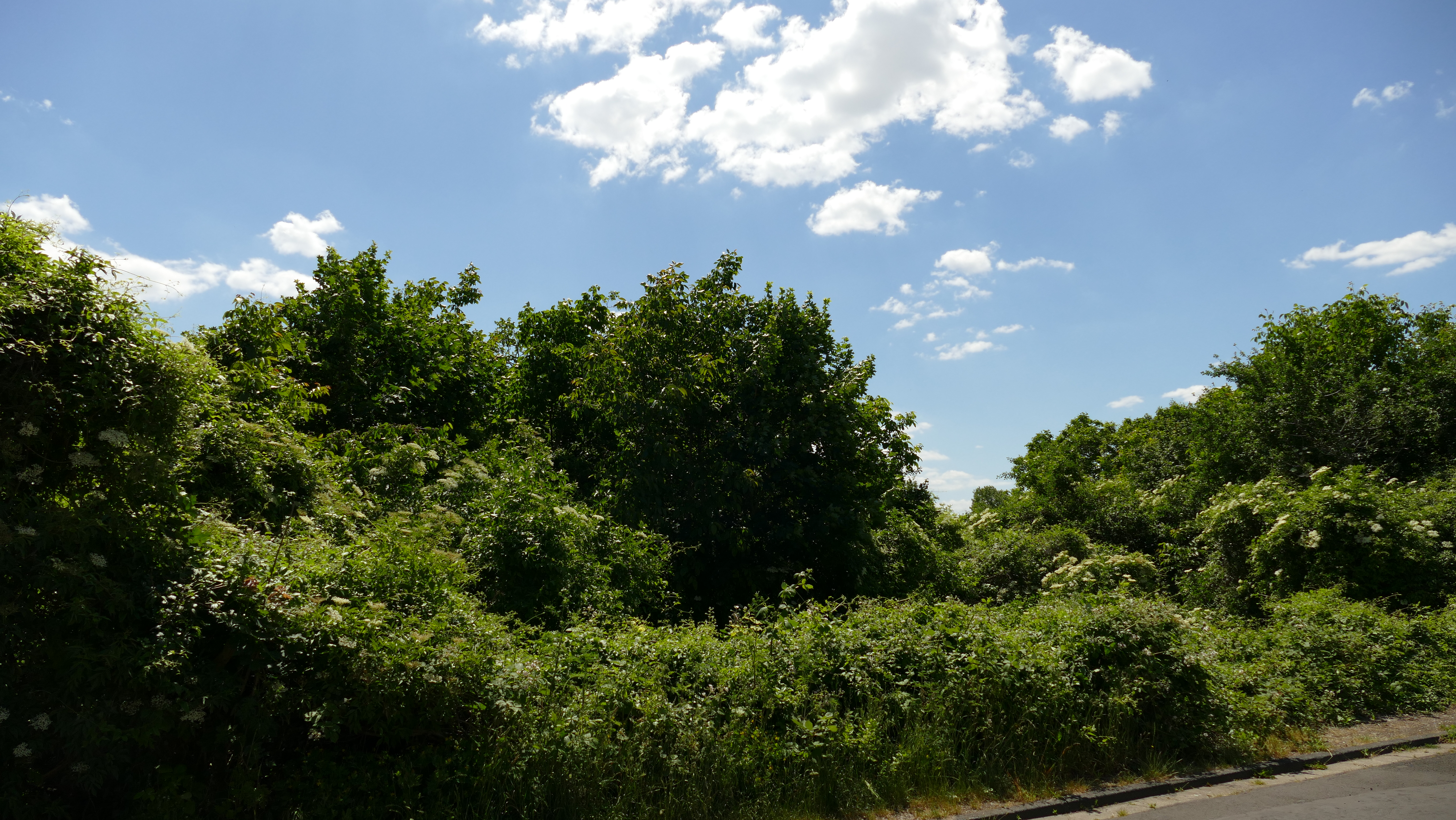
Mühlbachtal von Bergen-Enkheim Ostansicht
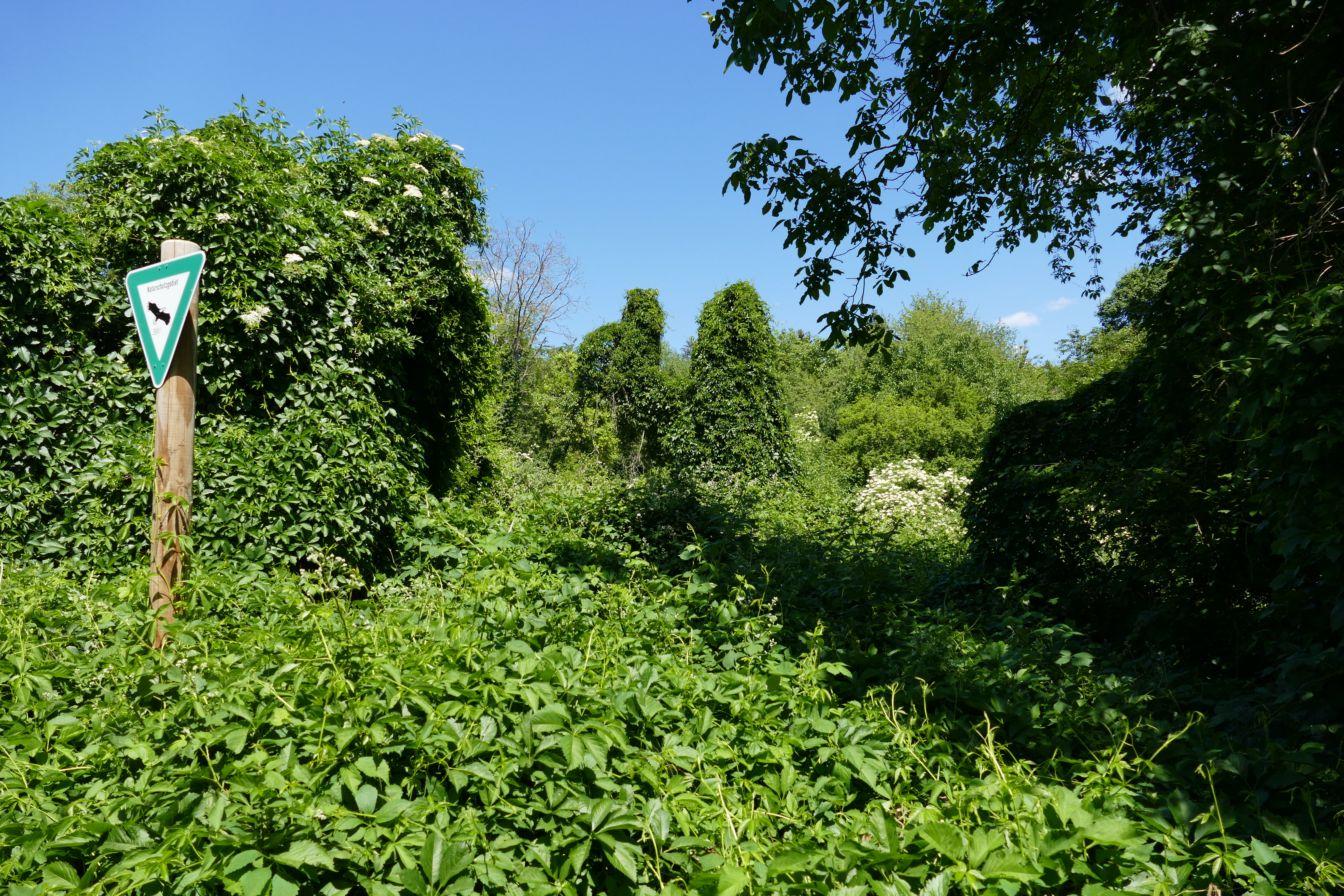
Mühlbachtal von Bergen-Enkheim Westansicht